# Varanus kordensis
Varanus kordensis — вид знайдений на острові Біак в Індонезії. Довгий час вважався підвидом ворона смарагдового дерева (V. prasinus), більшість авторитетів тепер розглядає його як окремий вид.

## Опис
Varanus kordensis переважно жовто-зелений, хоча в неволі екземпляри часто втрачають свій жовтий пігмент і стають бірюзовими. Він має чорний сітчастий візерунок, який видно на спині. Досягає загальної довжини до 90 см.